# Triphosa incertata
Triphosa incertata là một loài bướm đêm trong họ Geometridae.